# Grendon
Grendon is een civil parish in het bestuurlijke gebied North Warwickshire, in het Engelse graafschap Northamptonshire met 1502 inwoners.

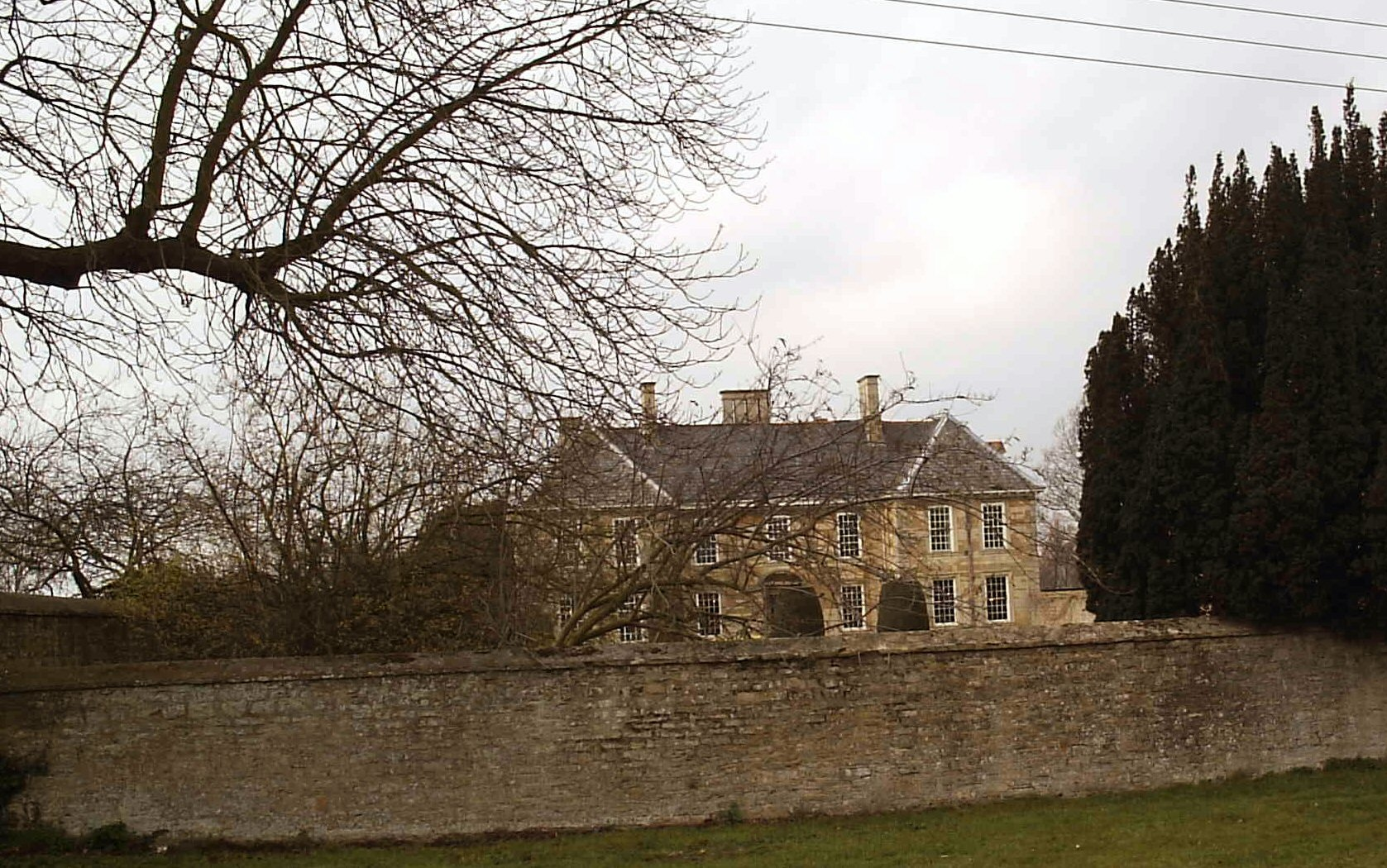
Dorpshal